# 春日粧
春日 粧（かすが さやか、1956年 - ）は染色作家。北海道函館市生まれ。
1980年、立命館大学産業社会学部卒業後、京都手描き友禅の世界へ。1989年、夫・春日英克とともに、「創作家具と染・春日工房」を開設し、創作活動に入る。

## 主な受賞歴
- 伊丹クラフト展入選（1990、1991年）
- 国際クラフトフェスティバル（1992年）
- 朝日現代クラフト展入選（1993年）
- 染・アート展入選（1994年）
- 京都友禅組合連合会理事長賞受賞（1996年）